# SMS V 164
V 164 – niemiecki niszczyciel z okresu I wojny światowej. Okręt wyposażony był w dwa kotły parowe opalane węglem i jeden opalany ropą. Złomowany w 1920 roku.